# Жаба, Альфонс Константинович
Альфонс Константинович Жаба́ (1878, Тифлис — 1942, Ленинград) — русский и советский живописец, график, художник книги; жанрист, баталист, пейзажист, мастер исторический картины.

## Биография
Родился 16 августа 1878 года в Тифлисе в семье статского советника; имел брата Александра и сестру Нину, которая тоже стала художницей.
В 1899—1907 годах учился в Высшем художественном училище при Императорской Академии художеств у П. О. Ковалевского, Ф. Рубо. Звание художника получил за картину «На пожаре» (31.10.1907).
С 18 февраля 1907 года был женат на Александре Александровне Шитовой; 13 марта 1908 года у них родилась дочь Ия.
Много работал в технике акварели. С 1908 по 1930 год был членом секции акварелистов Общества поощрения художеств. Был активным членом «Общины художников».
В 1909 году принимал участие в гидрографической экспедиции на Мурман и остров Колгуев и создал живописную серию «Крайний Север» (1909). В 1910-е — 1930-е годы регулярно выезжал в летние месяцы на этюды в Крым, выполнил серию акварельных пейзажей «Бахчисарай» (1929—1933).
В 1914 году выполнил иллюстрации к изданию басен И. А. Крылова.
После Октябрьской революции писал картины на темы армии и флота, революционной истории, советского быта и индустриального строительства: «Десант Кронштадтских моряков в Октябрьские дни 1917 года», «Наводнение в Ленинграде 23 сентября 1924 года» (обе — 1925), «Пурга» (1930), «Выезд Красной артиллерии на позиции» (1933), «Пограничники» (1934), «Вывозка леса», «Ломовик», «Лыжники» (все — 1935), «Прилет С. М. Кирова в Пятигорск» (1937), «К. Е. Ворошилов и С. М. Буденный руководят переправой Первой Конной у Каховки. 1920 год» (1938), «Героический поход в тылу у белых. 1918 год» (1938), «Ленин на охоте» (1939), «Пограничники в Карелии», «Новый рыбный порт. Мурманск» (обе — 1940). Много работал в технике акварели. Регулярно в 1910–30-е в летние месяцы выезжал на этюды в Крым; выполнил серию акварельных пейзажей «Бахчисарай» (1929–1933). Экспонент Общества художников-индивидуалистов (1921—1928).
Иллюстрировал и оформлял детские книги для издательства «Радуга».
В годы войны выполнял плакаты для объединения ленинградских художников «Боевой карандаш» (1941—1942).
Умер в блокадном Ленинграде в феврале 1942 года, похоронен на Серафимовском кладбище.

### Участие в выставках
Участвовал в выставках с 1903 года, в том числе за рубежом (Амстердам, 1912; Лондон, 1938 и др.).
В 1921—1929 годах принимал участие в периодических выставках Общества художников-индивидуалистов.
Персональные выставки «Картины и этюды Крайнего Севера» состоялись в Петербурге (1909) и Москве (1937).

## Память
В 1967 году в Самарканде прошла выставка Русских художников, писавших Крым, устроенная E. В. Нагаевской. В числе 10 художников, представленных на выставке были Альфонс и Нина Жаба.
Работы художника хранятся в музеях Санкт-Петербурга, Москвы, в Музее изобразительных искусств Республики Карелия, Центральном музее Вооружённых Сил, в частных коллекциях.